# 390

## Události
- římský císař Theodosius I. nechal v odvetě za zavraždění generála Butherica zmasakrovat obyvatele města Tesalonika, za což jej svatý Ambrož exkomunikoval z církve

## Narození
- Bleda, král Hunů a starší bratr Attily (nejpravděpodobnější datum narození)

## Úmrtí
- Apollinaris z Laodiceje – hlavní představitel apollinarismu
- sv. Makarius Veliký, poustevník v Horním Egyptě
- Řehoř z Nazianzu zvaný Teolog, Církevní Otec

## Hlavy států
- Papež – Siricius (384–399)
- Římská říše – Theodosius I. (východ) (379–395), Valentinianus II. (západ) (375–392)
- Perská říše – Bahrám IV. (388–399)